# Задніпровська вулиця (Київ)
Задніпро́вська (Задніпря́нська) вулиця — зникла вулиця, що існувала в Дніпровському районі Києва, місцевість Воскресенська слобідка. Пролягала від Райдужної до Лучинецької вулиці.
Прилучалися Малинівська, Пухівська вулиці, Лучинецький провулок.

## Історія
Виникла у 1-й половині ХХ століття під назвою Пролетарська. Назву Задніпровська вулиця набула у 1955 році. Ліквідована наприкінці 1970-х — на початку 1980-х років у зв'язку зі знесенням старої забудови Воскресенської Слобідки та частковим переплануванням місцевості.